# Veronica Necula
Veronica Necula (ur. 15 maja 1967 w Târgoviște) – rumuńska wioślarka. Dwukrotna medalistka olimpijska z Seulu.
Zawody w 1988 były jej jedynymi igrzyskami olimpijskimi. Zdobyła srebro w ósemce oraz brąz w czwórce ze sternikiem. W 1986 była brązową medalistką mistrzostw świata w ósemce, w 1987 zdobyła dwa złote medale kolejnej edycji tej imprezy - w ósemce i czwórce ze sternikiem.